# Svaleklire
Svaleklire (Tringa ochropus) er en sjælden yngletrækfugl i Danmark, men ret almindelig som trækgæst fra Fennoskandinavien. Svalekliren kan i flugten minde om en bysvale pga. sin hvide overgump. Den overvinter i tropisk Vestafrika eller i det sydvestlige Europa.
Svalekliren ligner tinksmeden, men er mørkere. Den kendes bedst på sin stemme, der er et klingende tuit-vit-vit. Til forskel fra de fleste andre vadefugle yngler svalekliren i fugtige skove med småsøer, hvor den ofte overtager gamle drosselreder. Den blev første gang fundet ynglende i Danmark i 1956. Siden har den bredt sig, og den har nu sin største bestand i Gribskov. Den er regnet som en truet art på den danske rødliste 2019.